# Monorierdő
Monorierdő è un comune dell'Ungheria di 3.414 abitanti (dati 2008) situato nella contea di Pest, nell'Ungheria settentrionale.